# Jackie Chan
Jackie Chan, pseudonimo di Chan Kong-Sang (陳港生T, 陈港生S, Chén GǎngshēngP, Ch'en Kang-shengW; Hong Kong, 7 aprile 1954), è un artista marziale, attore, stuntman, produttore cinematografico, regista, sceneggiatore, doppiatore e cantante hongkonghese.
Nel 1990 ha cambiato ufficialmente il suo nome in Fáng Shìlóng (房仕龍T, 房仕龙S, Fáng ShìlóngP, Fong Si-lungW), riprendendo l'antico cognome Fáng del padre, mentre in Cina è conosciuto principalmente con il suo primo pseudonimo di Chéng Lóng (成龍T, 成龙S, Chéng LóngP, Sing LungW).
Chan è uno dei più famosi attori al mondo di film d'azione orientali: ha girato oltre 200 film ed è conosciuto per il suo particolare stile di combattimento che fonde le arti marziali cinesi alla mimica tipica del cinema muto, con l'utilizzo di spettacolari scene d'azione in cui si mette in gioco in prima persona e con l'utilizzo di armi improvvisate e non convenzionali, il tutto sempre stando attento a non sfociare nella violenza gratuita. In merito a ciò l'attore ha puntualizzato molte volte che nei suoi film non c'è vera violenza (scene di sangue o cruente), ma una "violenza pulita", che non disturba, anche perché i suoi film sono indirizzati ad una platea di giovani, facendo sempre leva sulla comicità e sulle scene divertenti che lo vedono come protagonista.
Una particolarità e segno di riconoscimento dei suoi film sono le cosiddette papere che Chan inserisce alla fine della pellicola, in cui si vede chiaramente che è lui stesso a fare le scene pericolose, senza l'utilizzo di controfigure, o in cui ci sono errori vari. È inoltre il cantante di molte delle canzoni presenti nei suoi stessi film. Dal 2013 è un membro della Conferenza politica consultiva del popolo cinese, l'istituzione consultiva incaricata di rappresentare i principali partiti politici della Repubblica Popolare Cinese. Il 26 febbraio 2017 riceve il premio Oscar alla carriera.
In Italia non tutti i suoi film vengono distribuiti e doppiati, alcuni arrivano direttamente sul mercato domestico. Molti dei suoi film più iconici infatti, soprattutto quelli degli anni ottanta-novanta (Armour of God, Dragons Forever, Armour of God II - Operation Condor e altri) sono addirittura del tutto inediti.

## Biografia
Di umili origini (il padre Charles Chan era un cuoco, più tardi impiegato dell'ambasciata francese a Hong Kong e poi in Australia; la madre Lee-Lee una donna delle pulizie), all'età di sette anni Jackie (Chang Kong-Sang) entra a far parte della scuola dell'opera di Pechino a Hong Kong di Sifu Yu Jim-Yuen, dove rimane per dieci anni e si allena in arti acrobatiche, danza, canto e arti marziali. Sono anni di sofferenze, stenti (Jackie si veste spesso coi panni dei sacchi della Croce Rossa internazionale) e botte ricevute dal maestro, che è un padre-padrone, sollevato per contratto da ogni responsabilità nel caso uno dei suoi alunni muoia durante l'allenamento. Riconoscendo il suo particolare talento, Yu Jim-Yuen inserisce Chan nel gruppo delle "Sette Piccole Fortune" (di cui facevano parte anche Sammo Hung e Yuen Biao), e assieme ai migliori allievi della scuola partecipa a una serie di spettacoli classici che lo fanno notare agli imprenditori cinematografici cinesi.
Grazie agli agganci del maestro Yu con alcune stelle del cinema di Hong Kong, molti dei suoi allievi sono riusciti a farsi un nome nel campo dei film di arti marziali; Jackie è tra questi, infatti appena lasciata l'accademia decise di diventare uno stuntman negli studios dei fratelli Shaw e in seguito un attore. Ma in ambedue i casi dovette ricorrere all'aiuto di Sammo Hung, che aveva abbandonato la scuola dell'opera prima di lui e già lavorava nel giro. Jackie divenne il più pagato stuntman di Hong Kong, ma i compensi erano comunque bassi per vivere dignitosamente.
Dopo un infruttuoso tentativo di sfondare come attore nel 1972, Jackie abbandona ed emigra in Australia, dove suo padre gli trova lavoro come operaio e pittore in un cantiere edile. Più tardi, nel 1975, tornerà ad Hong Kong per riprendere la carriera interrotta, quando Willie Chan (in seguito suo manager per la vita), un giovane organizzatore, si ricorda di lui e lo fa ingaggiare come eroe del film New Fist of Fury, sequel ufficiale del notissimo Dalla Cina con furore con Bruce Lee. Il sequel è un fallimento, ma ormai Jackie è determinato a restare ad Hong Kong e a cercare il successo a tutti i costi.
Diventato una delle star più famose in Asia, fonda una propria casa di produzione, la Golden Way e, durante le riprese di Project A - Operazione pirati (1983), una sua scuola per stuntmen: la "Jackie Chan Stuntmen Association". Con quest'ultima forma gli attori che recitano nei suoi film, il Jackie Chan Stunt Team.

### Stunt man
Inizia a lavorare nel cinema come stuntman in molti film e, anche quando diventa lui stesso l'attore da "doppiare", in molti altri film rifiuta il sostituto e provvede personalmente a eseguire le scene pericolose. Detiene infatti il record nel Guinness dei primati per il "maggior numero di stunt effettuati da un attore vivente" e il record specifica: "Nessuna agenzia di assicurazioni contratterà con le produzioni di Chan, in cui egli stesso esegue i suoi stunt".
Nel fare da sé i propri stunt, Chan ha avuto vari incidenti e infortuni. Durante le riprese cerca di evitare le botte alla testa dopo l'incidente avvenuto sul set di Armour of God (1986), quando cadde da un albero e si perforò il cranio cadendo su delle rocce, rischiando di perdere la vita. Si è inoltre rotto più volte la gamba sinistra e non può atterrarvi dopo un salto, dovendo bilanciare il peso più sulla destra; inoltre si è rotto più volte le dita delle mani e dei piedi, il naso, le costole e la spalla. In anni più recenti è stato costretto a rassegnarsi ad usare delle controfigure in alcune occasioni.
Quasi in ogni suo film l'attore ha avuto qualche incidente più o meno grave durante le riprese di scene particolarmente difficili, e alcune di queste sono mostrate negli spezzoni che scorrono durante i crediti finali. Nonostante l'indubbio coraggio fisico mostrato negli stunt, Chan ha confessato che, come molti, ha paura degli aghi e odia fare le punture.

### La carriera cinematografica

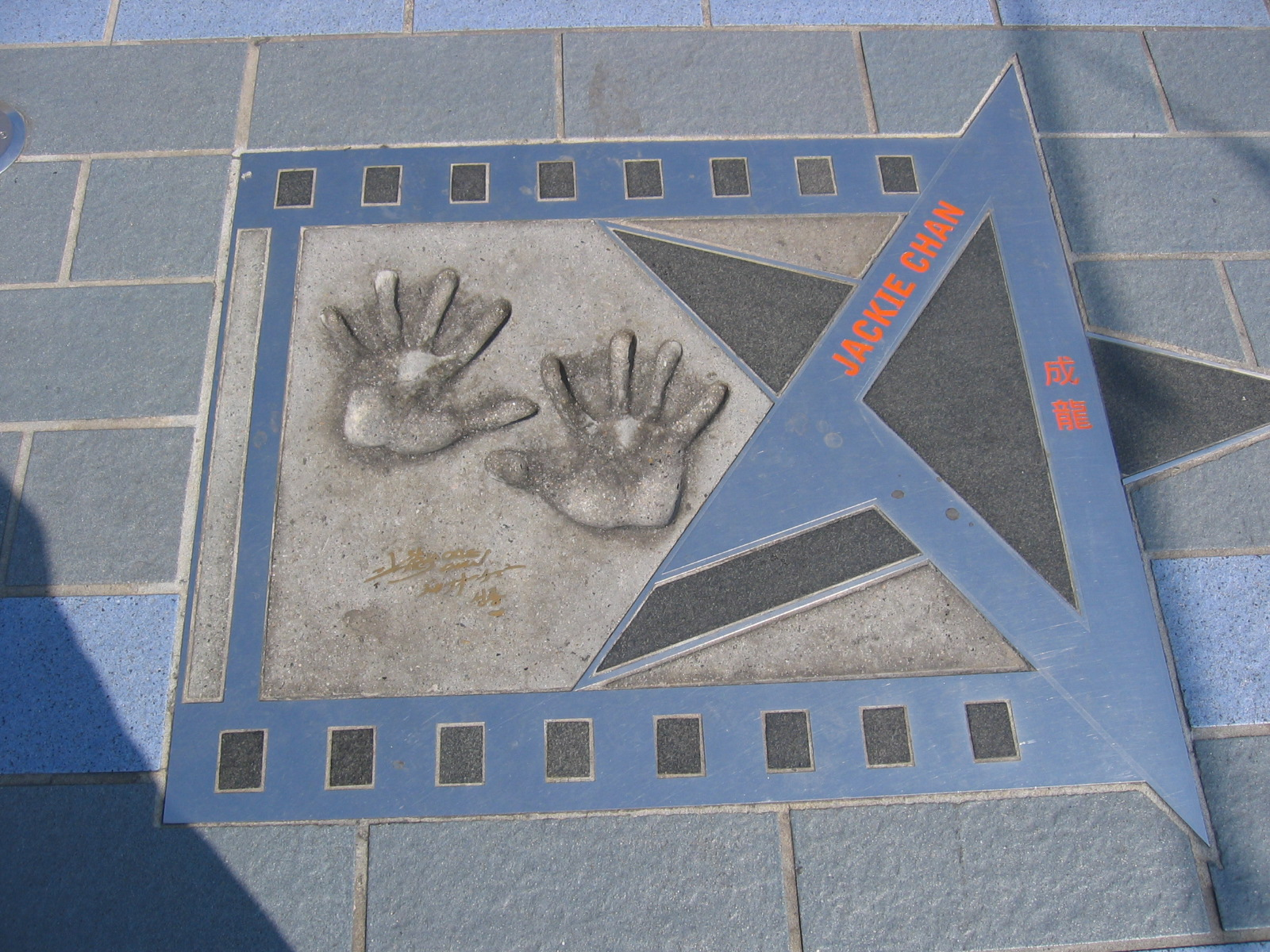
La stella di Jackie Chan alla Avenue of Stars a Hong Kong

Dopo l'attività di stuntman e dopo aver girato alcune pellicole con Lo Wei atte a renderlo "il nuovo Bruce Lee" e rivelatesi invece dei colossali flop, Jackie decide che è il momento di cambiare e nel 1978 viene consacrato come star del cinema orientale con il film Il serpente all'ombra dell'aquila, in cui per la prima volta riesce a far conoscere il suo stile: un misto di tecniche proprie del cinema muto, dei tradizionali film di kung-fu e di scene comiche. Un successo enorme ha avuto in seguito il film Drunken Master, addirittura surclassando il precedente ed entrando nelle classifiche dei film più visti a Hong Kong. Il primo titolo che lo vede, oltre che come attore, anche dietro le macchine da presa è Il ventaglio bianco, realizzato in collaborazione della grande casa Golden Harvest.
Negli anni ottanta ha girato una serie di film insieme ai suoi "fratelli" Sammo Hung e Yuen Biao, come la serie Lucky stars, ma in particolar modo Il mistero del conte Lobos, in cui è presente uno dei combattimenti cinematografici più lunghi e acclamati dalla critica del settore, insieme al lottatore Benny Urquidez, che apparirà in seguito anche in Dragons Forever. Il cinema di azione e arti marziali, ultimo film girato dal trio.
Chan ha provato più volte a sfondare nel mercato americano durante gli anni ottanta, a iniziare con Chi tocca il giallo muore, La corsa più pazza d'America e La corsa più pazza d'America n. 2, non ottenendo però i risultati sperati a causa delle costrizioni che aveva in America. Ha ricevuto anche delle proposte di fare la parte del cattivo in alcuni film come Black Rain con Michael Douglas, Demolition Man del suo amico, nonché famoso attore, Sylvester Stallone, o Arma letale 4, in cui lo sostituì Jet Li, ma ha sempre rifiutato per non rovinare l'immagine che si era creato fino ad allora.
Nel giugno 1994 MTV gli ha consegnato un premio alla carriera e un anno dopo ha avuto il suo primo vero successo americano con Terremoto nel Bronx, sempre di produzione orientale ma girato in America. Per la promozione di questo film si reca per la prima volta anche in Italia, dove viene intervistato dall'esperto di cinema del kung-fu Lorenzo De Luca, col quale intrattiene già dagli anni ottanta un fitto scambio epistolare. De Luca, autore di alcuni libri su Bruce Lee e sul filone nei quali per la prima volta i film di Chan venivano proposti ai lettori italiani in maniera analitica, tenterà più volte, come sceneggiatore, di includerlo in alcune produzioni europee. Da prima nel 1994, proponendo alla Golden Harvest il progetto western-spaghetti "Gli implacabili", con Franco Nero, e quindi nel 1997 con un copione provvisoriamente intitolato The Monk, in coppia con Bud Spencer, ma la scarsa conoscenza di Chan da parte dei produttori italiani, ormai incapaci di fare il cinema d'azione, e soprattutto il grande successo americano che arriverà con Rush Hour, rendono il divo asiatico ormai irraggiungibile e definitivamente legittimato anche presso le platee occidentali. 

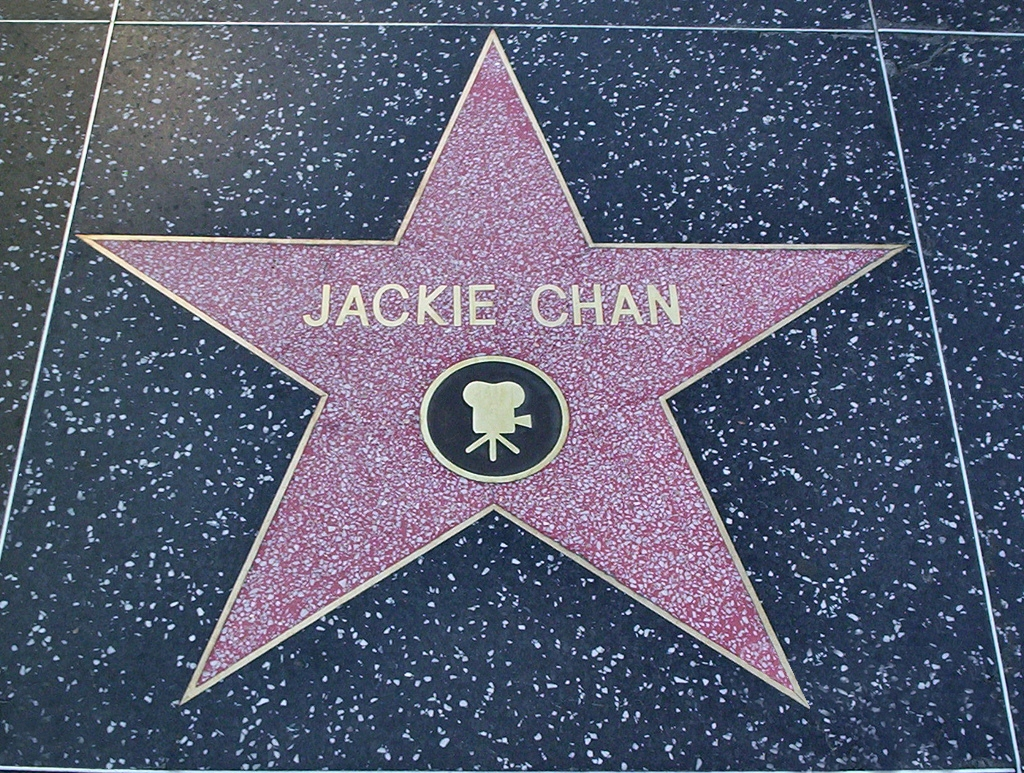
La stella della Hollywood Walk of Fame

Da allora molti suoi film vengono esportati in occidente, molte volte editi, tagliati e con la colonna sonora modificata per mano di alcune case di produzione (come la Buena Vista). È comunque un modo di far arrivare i suoi film orientali in occidente, dopo che per anni se ne era solo sentito parlare (vedasi i libri e gli articoli del citato Lorenzo De Luca), opere che come standard sono sempre superiori a quelli girati in America, dove le compagnie di assicurazione non gli danno il giusto spazio e dove è costretto a sottostare a delle regole che non ha nella sua patria. Così vediamo molti successi distribuiti posticipatamente in DVD (e alcuni nelle sale cinematografiche americane) che hanno contribuito a farlo conoscere maggiormente al pubblico occidentale, con mega-successi come Police Story (1985), Armour of God II - Operation Condor (1990), The Legend of Drunken Master (1995) (il cui titolo originale è Drunken Master 2, seguito del primo Drunken Master).
Nel 1998 infine, con il film americano Rush Hour - Due mine vaganti, è entrato definitivamente nell'Olimpo di Hollywood, lasciando anche le impronte delle mani e del naso nella Hollywood Walk of Fame.
Nel 2000 ha partecipato alla realizzazione di un cartone animato a lui dedicato: Le avventure di Jackie Chan (Jackie Chan Adventures). Il Jackie animato è molto differente da quello vero, che però compare alla fine di ogni episodio dando brevi risposte alle domande dei suoi fan più giovani. Nel 2009 è stata prodotta un'altra serie animata che lo vede protagonista: Il ritorno di Jackie Chan.
Nel 2021, un anno dopo aver girato  Vanguard - Agenti speciali, Jackie aveva annunciato il suo ritiro dal mondo cinematografico ma in una seconda dichiarazione ha precisato che il suo ritiro sarebbe stato solo dai film d'azione e non dalle scene.

#### Outtake
Dopo aver girato La corsa più pazza d'America, Chan ha preso in prestito dal regista Hal Needham lo stile di terminare il film con alcune sequenze di outtake, cioè le riprese contenenti errori vari e scartate in fase di montaggio. Questa pratica divenne così popolare che quando in passato un film di Chan fu distribuito senza seguire questa regola, furono così tanti i fan giapponesi che reclamarono, che alla fine il film fu ri-distribuito con gli outtakes aggiunti posticipatamente.

### Arti marziali
Ha studiato il Kung Fu e si è allenato con il maestro Leung Ting nel Wing Chun. Conosce inoltre numerosi altri stili, come il Tang Lang (stile della Mantide Religiosa), Bak Mei (lo stile del "Sopracciglio Bianco") e molti stili tradizionali dello Shaolin Kung Fu, che ha imparato durante la sua formazione alla Peking Opera School. Jackie ha studiato inoltre numerose altre arti marziali per migliorare i suoi combattimenti davanti alla cinepresa, come Hapkido, Boxe, Jūdō, il Taekwondo e Hei Long (sotto la guida del maestro G.J. Torres). Lo stile di Jackie dovrebbe essere un mix personale di Boxe, Wing Chun, Hapkido e Jūdō. Naturalmente questo varia in base al film che sta girando: ad esempio in Drunken Master e Drunken Master 2 usa diversi stili imitativi di Shaolin Kung Fu, tra i quali il serpente, la mantide religiosa, la scimmia e in particolar modo il Zuijiuquan, lo stile dell'ubriaco che l'ha reso molto famoso.

### Vita privata
Chan è stato sempre molto riservato in merito alla sua vita privata. Padrino dell'attore Tin Chiu Hung, nel 1982 ha sposato l'attrice taiwanese Feng-Jiao Lin, con cui ha avuto un figlio, Jaycee Chan (nato nel 1982). L'attore ha anche una figlia, Etta Ng Chok Lam (nata nel 1999), frutto di una relazione con l'attrice Elaine Ng Yi-Lei.

### Filantropia
Chan è attivamente impegnato per quanto riguarda la beneficenza, i centri di accoglienza per i bambini e gli anziani, e l'economia di Hong Kong. Partecipa molto spesso a conferenze riguardanti avvenimenti sociali. Promuove il supporto delle persone meno abbienti o in cattive condizioni, come le vittime dello tsunami del 2004 che si è impegnato a salvaguardare, o i bimbi costretti a vivere in condizioni disagiate. È membro del National Celebrity Cabinet della Croce Rossa Americana:
(Jackie Chan)
Nel 2003 Jackie Chan soggiornò a Berlino per diverse settimane in occasione delle riprese del film Il giro del mondo in 80 giorni ed ebbe così l'occasione di appassionarsi agli Orsi Berlinesi. Egli s'impegnò affinché l'esposizione del circolo di United Buddy Bears, promotore della pace nel mondo, arrivasse nel 2004 a Hong Kong e potesse essere presentata nel Victoria Park. All'inaugurazione della mostra Jackie Chan e altre due organizzazioni per la tutela dei bambini poterono raccogliere assegni per un importo complessivo pari a 4140000 HKD (oltre 400000 €). Successivamente, l'esposizione è stata presentata in molte altre metropoli di tutti i continenti.

### Esperienza dell'attacco dell'11 settembre 2001
Nel 2001 Jackie Chan ottenne la parte del protagonista per un nuovo film intitolato Nosebleed, in cui doveva interpretare un lavavetri che lavora al World Trade Center che riesce a sventare un complotto per far saltare in aria la Statua della Libertà. Alle 7 di mattina dell’11 settembre Chan avrebbe dovuto iniziare le prime sequenze del film in cima a una delle Torri Gemelle, ma un ritardo nella consegna dello script definitivo posticipò la data di inizio delle riprese. Questo salvò incredibilmente la vita all’attore, che scampò al terribile attentato che distrusse le Torri e uccise più di 2700 persone.

## Filmografia

### Attore
- Wong so Kong Nam chat ba tin, regia di To Lung (1962)
- Qin Xiang Lian (1964)
- Dalla Cina con furore (Jing wu men), regia di Lo Wei (1972)
- Lady Kung Fu aka Hapkido (合氣道), regia di Huang Feng (1972) - cameo
- Little Tiger From Canton (刁手怪招), regia di Chu Mu (1973)
- Il segreto della palma d'acciaio, regia di Chu Mu (1973)
- Attack of the Kung Fu Girls (1973)
- Crash! Che botte... Strippo strappo stroppio, regia di Bitto Albertini e Kuei Chih Hung (1973) - non accreditato
- Facets of Love (北地胭脂/Bei di yan zhi), regia di Li Han-Hsiang (1973)
- I 3 dell'Operazione Drago (Enter the Dragon), regia di Robert Clouse (1973)
- Police Woman aka Rumble in Hong Kong (1973)
- Fists of the Double K aka Fist to Fist (Chu ba), regia di Jimmy L. Pascual (1973)
- The Golden Lotus (金瓶雙艶/Jin ping shuang yan), regia di Li Han-hsiang (1974) - cameo
- No End of Surprises (拍案驚奇/Pai an jing ji), regia di Chu Mu (1975)
- All in the Family (1975)
- The Himalayan (1976) - cameo
- Hand of Death aka Countdown in Kung Fu (少林門/Shao Lin men), regia di John Woo (1976)
- Shaolin Wooden Men (少林木人巷/Shao Lin mu ren xiang), regia di Chen Chi-Hwa (1976)
- New Fist of Fury (Xin jing wu men), regia di Lo Wei (1976)
- Killer Meteor (風雨雙流星/Fung yu shuang liu xing), regia di Jimmy Wang Yu e Lo Wei (1976)
- To Kill with Intrigue (劍花煙雨江南/Jian hua yan yu Jiang Nan), regia di Lo Wei (1977)
- Half a Loaf of Kung Fu (一招半式闖江湖/Dian zhi gong fu gan chian chan), regia di Chen Chi-Hwa (1978)
- Magnificent Bodyguards (飛渡捲雲山/Fei du juan yun shan), regia di Lo Wei (1978)
- Spiritual Kung Fu (拳精/Quan jing), regia di Lo Wei (1978)
- Snake and Crane Arts of Shaolin (蛇鶴八步 She hao ba bu), regia di Chen Chi Hwa (1978)
- Il serpente all'ombra dell'aquila (Se ying diu sau), regia di Yuen Wo Ping (1978)
- Drunken Master (Jui kuen), regia di Yuen Wo Ping (1978)
- Dragon Fist (龍拳/Long quan), regia di Lo Wei (1979)
- Jacky Chan: la mano che uccide (Xiao quan guai zhao), regia di Jackie Chan (1979)
- Master With Cracked Fingers, regia di Mu Chu (1979)
- Il ventaglio bianco (Shi di chu ma), regia di Jackie Chan (1980)
- Chi tocca il giallo muore (The Big Brawl), regia di Robert Clouse (1980)
- La corsa più pazza d'America (The Cannonball Run), regia di Hal Needham (1981)
- I due cugini (Long xiao ye), regia di Jackie Chan (1982)
- Fantasy Mission Force (Mi ni te gong dui), regia di Chu Yin-Ping (1982)
- Fearless Hyena Part II (Long teng hu yue), regia di Lo Wei (1983)
- Winners and Sinners (Qí Móu Miāo Jǐ Wŭ Fú Xīng), regia di Sammo Hung (1983)
- Project A - Operazione pirati ('A' gai wak), regia di Jackie Chan (1983)
- La corsa più pazza d'America N. 2 (The Cannonball Run II), regia di Hal Needham (1984)
- Il mistero del conte Lobos aka Cena a sorpresa (Kuàicān Chē), regia di Sammo Hung (1984)
- Pom Pom (1985) - cameo
- La gang degli svitati (Fú Xīng Gáo Zhào), regia di Sammo Hung (1985)
- Protector (The Protector), regia di James Glickenhaus (1985)
- Bambole e botte (Xia ri fu xing), regia di Sammo Hung (1985)
- La prima missione (Long de xin), regia di Sammo Hung (1985)
- Police Story (Ging chat goo si), regia di Jackie Chan (1985)
- Armour of God (Long xiong hu di), regia di Jackie Chan (1986)
- Project A II - Operazione pirati 2 (A' gai wak juk jap), regia di Jackie Chan (1987)
- Police Story 2 (Ging chaat goo si juk jaap), regia di Jackie Chan (1988)
- Dragons Forever (Fei lung mang jeung), regia di Sammo Hung (1988)
- Miracles aka The Canton Godfather, regia di Jackie Chan (Ji ji) (1989)
- Huo shao dao , regia di Chu Yen-ping (1990)
- Armour of God II - Operation Condor (Fei ying gai wak), regia di Jackie Chan (1991)
- A Kid from Tibet (1991) - cameo
- Twin Dragons (Shuang long hui), regia di Ringo Lam e Tsui Hark (1992)
- Police Story 3: Supercop (Ging chat goo si 3: Chiu kup ging chat), regia di Stanley Tong (1992)
- Supercop 2, regia di Stanley Tong - cameo (1993)
- City Hunter - Il film (Sing si lip yan), regia di Wong Jing (1993)
- Crime Story (Zhong an zu), regia di Kirk Wong (1993)
- Drunken Master 2 aka The Legend of Drunken Master (Jui kuen II), regia di Lau Kar Leung (1994)
- Terremoto nel Bronx (紅番區/Hung fan kui), regia di Stanley Tong (1995)
- Thunderbolt - Sfida mortale (Pik lik feng), regia di Gordon Chan (1995)
- Police Story 4: First Strike (Ging chaat goo si 4: Ji gaan daan yam mo), regia di Stanley Tong (1996)
- Mr. Nice Guy (Yat goh ho yan), regia di Sammo Hung (1997)
- Hollywood brucia (An Alan Smithee Film: Burn Hollywood Burn), regia di Alan Smithee e Arthur Hiller (1997) - Cameo
- Senza nome e senza regole (Wo shi shei), regia di Benny Chan (1998)
- Rush Hour - Due mine vaganti (Rush Hour), regia di Brett Ratner (1998)
- In fuga per Hong Kong (Boh lei chun), regia di Vincent Kok (1999)
- King of Comedy (Hei kek ji wong), regia di Stephen Chow (1999) - cameo
- Gen-X Cops (1999) - cameo
- Pallottole cinesi (Shanghai Noon), regia di Tom Dey (2000)
- Spia per caso (Te wu mi cheng), regia di Teddy Chan (2001)
- Colpo grosso al Drago Rosso - Rush Hour 2 (Rush Hour 2), regia di Brett Ratner (2001)
- Lo smoking (The Tuxedo), regia di Kevin Donovan (2002)
- 2 cavalieri a Londra (Shanghai Knights), regia di David Dobkin (2003)
- The Medallion, regia di Gordon Chan (2003)
- Vampire Effect (Chin gei bin), regia di Dante Lam (2003)
- Traces of a Dragon: Jackie Chan & His Lost Family regia di Mabel Cheung (2003)
- Il giro del mondo in 80 giorni (Around the World in 80 Days), regia di Frank Coraci (2004)
- La spada e la rosa (Chin Kei Bin 2 - Fa Tou Tai Kam), regia di Patrick Leung e Corey Yuen (2004)
- New Police Story (Xin jing cha gu shi), regia di Benny Chan (2004)
- Honour of the Dragon (2005) - cameo
- The Myth - Il risveglio di un eroe (Sam wa), regia di Stanley Tong (2005)
- Rob-B-Hood (Bo bui gai wak), regia di Benny Chan (2006)
- Rush Hour - Missione Parigi (Rush Hour 3), regia di Brett Ratner (2007)
- Il regno proibito (The Forbidden Kingdom), regia di Rob Minkoff (2008)
- La vendetta del dragone (San suk si gin), regia di Yee Tung-shing (2008)
- Looking For Jackie (尋找成龍/Jian guo da ye), regia di Fang Gangliang e Jiang Ping (2009)
- Jian guo da ye, regia di Han Sanping e Huang Jianxin (2009)
- Operazione Spy Sitter (The Spy Next Door), regia di Brian Levant (2010)
- Little Big Soldier (大兵小將 /Da bing xiao jiang), regia di Sheng Ding (2010)
- The Karate Kid - La leggenda continua (The Karate Kid), regia di Harald Zwart (2010)
- The Legend of Silk Boy, regia di David Liu (2010)
- Shaolin - La leggenda dei monaci guerrieri (新少林寺/Xin shao lin si), regia di Benny Chan (2011)
- 1911 (辛亥革命/Xinhai geming), regia di Jackie Chan (2011)
- Chinese Zodiac (Armour of God III: Chinese Zodiac), regia di Jackie Chan (2012)
- Police Story 2013, regia di Sheng Ding (2013)
- Dragon Blade - La battaglia degli imperi (Tian jiang xiong shi), regia di Daniel Lee (2015)
- Skiptrace - Missione Hong Kong (Skiptrace), regia di Renny Harlin (2016)
- Tigri all'assalto (Railroad Tigers), regia di Ding Sheng (2016)
- Kung-Fu Yoga (Gong fu yu jia), regia di Stanley Tong (2017)
- LEGO Ninjago - Il film (The LEGO Ninjago Movie), regia di Charlie Bean (2017) - scene in live-action
- The Foreigner, regia di Martin Campbell (2017)
- Namiya (Jie you za huo dian), regia di Han Jie (2017)
- Eroe di acciaio (Ji qi zhi xue), regia di Leo Zhang (2018)
- Iron Mask - La leggenda del dragone (Тайна печати дракона), regia di Oleg Stepchenko (2019)
- Knight of Shadows: Between Yin and Yang (Shen tan Pu Song Ling), regia di Yan Jia (2019)
- Vanguard - Agenti speciali (Vanguard), regia di Stanley Tong (2020)
- All U need is love, regia di Vincent Kok (2021)
- Beijing: Wan Jiu Zhao Wu, regia di Jaycee Chan (2021)
- Project X-Traction (Hidden Strike), regia di Scott Waugh (2023)
- Una coppia esplosiva (aka Ride On - Una coppia esplosiva) (龙马精神/Longma jingshen), regia di Larry Yang (2023)
- The Legend, regia di Stanley Tong (2024)
- Karate Kid: Legends, regia di Jonathan Entwistle (2025)

### Doppiatore
- La bella e la bestia (Beauty and the Beast), regia di Gary Trousdale e Kirk Wise (1991) - versione cinese
- Mulan (1998) - voce di Li Shang, versioni cantonese, cinese mandarino
- Kung Fu Panda, regia di Mark Osborne e John Stevenson (2008)
- Kung Fu Panda 2, regia di Jennifer Yuh (2011)
- Kung Fu Panda 3, regia di Jennifer Yuh (2016)
- LEGO Ninjago - Il film (The LEGO Ninjago Movie), regia di Charlie Bean (2017)
- Nut Job 2 - Tutto molto divertente (The Nut Job 2: Nutty by nature), regia di Callan Brunker (2017)
- Il drago dei desideri, regia di Chris Appelhans (2021)
- Tartarughe Ninja - Caos mutante (Teenage Mutant Ninja Turtles: Mutant Mayhem), regia di Jeff Rowe (2023)

### Produttore
- Naughty Boys (1986)
- I Am Sorry (1987) - co-produttore
- Rouge (1988)
- The Inspector Wears Skirts I&II (1988/89)
- Stagedoor Johnnie (1990)
- Centre Stage (1990)
- The Shootout (1992)
- Hot War (1998)
- In fuga per Hong Kong (1999)
- Wushu (2008)
- The Foreigner, regia di Martin Campbell (2017)
- Il drago dei desideri, regia di Chris Appelhans (2019)

### Regista
- Jacky Chan: la mano che uccide (1979)
- Il ventaglio bianco (1980)
- I due cugini (1982)
- Project A - Operazione pirati (1983)
- Police Story (1985)
- Armour of God (1986)
- Project A II - Operazione pirati 2 (1987)
- Police Story 2 (1988)
- Miracles aka The Canton Godfather (1989)
- Armour of God II - Operation Condor (1991)
- 1911 (2011)
- Chinese Zodiac (2012)

## Doppiatori italiani
Nelle versioni in italiano delle opere in cui ha recitato, Jackie Chan è stato doppiato da:
- Angelo Maggi in Rush Hour - Due mine vaganti, The Accidental Spy - Spia per caso, Colpo grosso al Drago Rosso - Rush Hour 2, Lo smoking, Rush Hour - Missione Parigi, Chinese Zodiac, Skiptrace - Missione Hong Kong, Tigri all'assalto, Kung-Fu Yoga, The Foreigner, Vanguard - Agenti Speciali, Iron Mask - La leggenda del dragone
- Massimo Rossi in Twin Dragons, The Myth - Il risveglio di un eroe, Rob-B-Hood, La vendetta del dragone, Operazione Spy Sitter, Shaolin, Police Story: Lockdown, La battaglia degli imperi - Dragon Blade, Bleeding Steel - Eroe di acciaio , The Knight of Shadows: Between Yin and Yang, Project X - Traction
- Giuliano Giacomelli in Jacky Chan: la mano che uccide, Il ventaglio bianco, I due cugini, Project A - Operazione pirati, Il mistero del conte Lobos, La gang degli svitati, Bambole e botte, La prima missione
- Roberto Certomà in Winners and Sinners, Project A II - Operazione pirati 2, Police Story, Police Story 2, Miracles, City Hunter - Il film, Crime Story
- Oreste Baldini in Terremoto nel Bronx, Thunderbolt - Sfida mortale, First Strike, Little Big Soldier, Nut Job 2 - Tutto molto divertente, Tartarughe Ninja - Caos mutante
- Vittorio De Angelis in Drunken Master, Police Story 3: Supercop, Mr. Nice Guy, Senza nome e senza regole
- Roberto Pedicini in Pallottole cinesi, 2 cavalieri a Londra, Il giro del mondo in 80 giorni
- Gianni Giuliano in Chi tocca il giallo muore, LEGO Ninjago - Il film[4]
- Massimo Lodolo in The Karate Kid - La leggenda continua, Karate Kid: Legends
- Andrea Lavagnino in Protector
- Valerio Sacco in New Police Story
- Andrea Ward in Il regno proibito, Una coppia esplosiva
- Antonio Sanna in The Medallion
- Giorgio Melazzi in Vampire Effect
- Marco De Risi in Le Cronache di Huadu: La spada e la rosa
- Massimo De Ambrosis in In fuga per Hong Kong
- Francesco Prando in Hollywood brucia
- Sandro Acerbo in Il serpente all'ombra dell'aquila
- Teo Bellia in Drunken Master 2

Da doppiatore è sostituito da:
- Angelo Maggi in Kung Fu Panda, Le festività di Kung Fu Panda, Kung Fu Panda 2, Kung Fu Panda 3
- Andrea Ward in Le avventure di Jackie Chan, Il ritorno di Jackie Chan
- Gianni Giuliano in LEGO Ninjago - Il film

## Carriera musicale
Non solo attore, regista e produttore, ma anche cantante, Chan ha al suo attivo ben 20 album dal 1984 in poi e ha cantato oltre 100 canzoni, molte delle quali fanno da colonna sonora ai suoi film. Canta inoltre in differenti lingue: inglese, 
cantonese, cinese e giapponese.
- 1984 – Love Me
- 1984 – Thank You
- 1985 – A Boy's Life
- 1986 – Jackie Chan Sing Lung
- 1986 – Shangrila
- 1987 – No Problem
- 1988 – Giant Feelings
- 1988 – Sing Lung
- 1988 – The Best of JC
- 1988 – The Best of JC (Version 2)
- 1989 – See You Again
- 1989 – The Man with the Baseball Bat
- 1992 – Police Story 3 (OST)
- 1992 – First Time
- 1994 – Drunken Master 2 (OST)
- 1995 – Best of Movie Themes
- 1995 – Japanese Release
- 1995 – Thunderbolt (OST)
- 1996 – Dragon's Heart
- 1997 – Mr. Nice Guy (OST)
- 1998 – Mulan (OST)
- 1998 – Rush Hour (OST)
- 1998 – Who Am I? (OST)
- 1999 – Best of JC
- 1999 – Gorgeous (OST)
- 2000 – Asian Pop Gold
- 2001 – The Accidental Spy (OST)
- 2002 – With All One's Heart
- 2005 – The Myth (OST)
- 2018 – Music Life of Jackie Chan

## Riconoscimenti
Chan ha avuto molti riconoscimenti tra i quali l'American Choreography Award, il World Stunt Award e ha una stella nell'Hollywood Walk of Fame, insieme a innumerevoli premi ottenuti in Hollywood, Hong Kong, Montreal World e Fant-Asia Film Festival.

## Altri media
- Esiste un cartone animato basato su di lui: Le avventure di Jackie Chan (2000), seguito da Il ritorno di Jackie Chan (2009).
- È il protagonista della canzone Kung Fu degli Ash e usata per i crediti finali della versione occidentale di Terremoto nel Bronx.
- Nel 2018 i DJ Tiësto e Dzeko hanno pubblicato il singolo Jackie Chan, in collaborazione con Preme e Post Malone, dedicato all'attore.

### Videogiochi
Videogiochi con licenza ufficiale di Jackie Chan:
- Kung-Fu Master (1984) per sala giochi, NES, MSX, Game Boy; solo nella versione giapponese intitolata Spartan X è tratto dal film Il mistero del conte Lobos (Spartan X in Giappone) con Chan protagonista
- Jackie Chan no Project A (1984) per PC-88, Sharp MZ, MSX, PC-6001, tratto dal film omonimo
- The Protector (1985) per MSX, solo nella versione giapponese intitolata Jackie Chan in The Protector
- Jackie Chan's Action Kung Fu (1990) per NES e PC Engine
- Jackie Chan Stuntmaster (2000) per PlayStation
- Jackie Chan Adventures: Legend of the Dark Hand (2001) per Game Boy Advance, tratto dalla serie animata
- Jackie Chan Adventures (2004) per PlayStation 2, tratto dalla serie animata
- Jackie Chan Studio Fitness (2005) serie di giochi di esercizio fisico per XaviXPORT / Domyos

Il Pokémon Hitmonchan è stato chiamato così in suo onore (così come Hitmonlee è stato chiamato così in onore di Bruce Lee).